# Tombe de la Pucelle

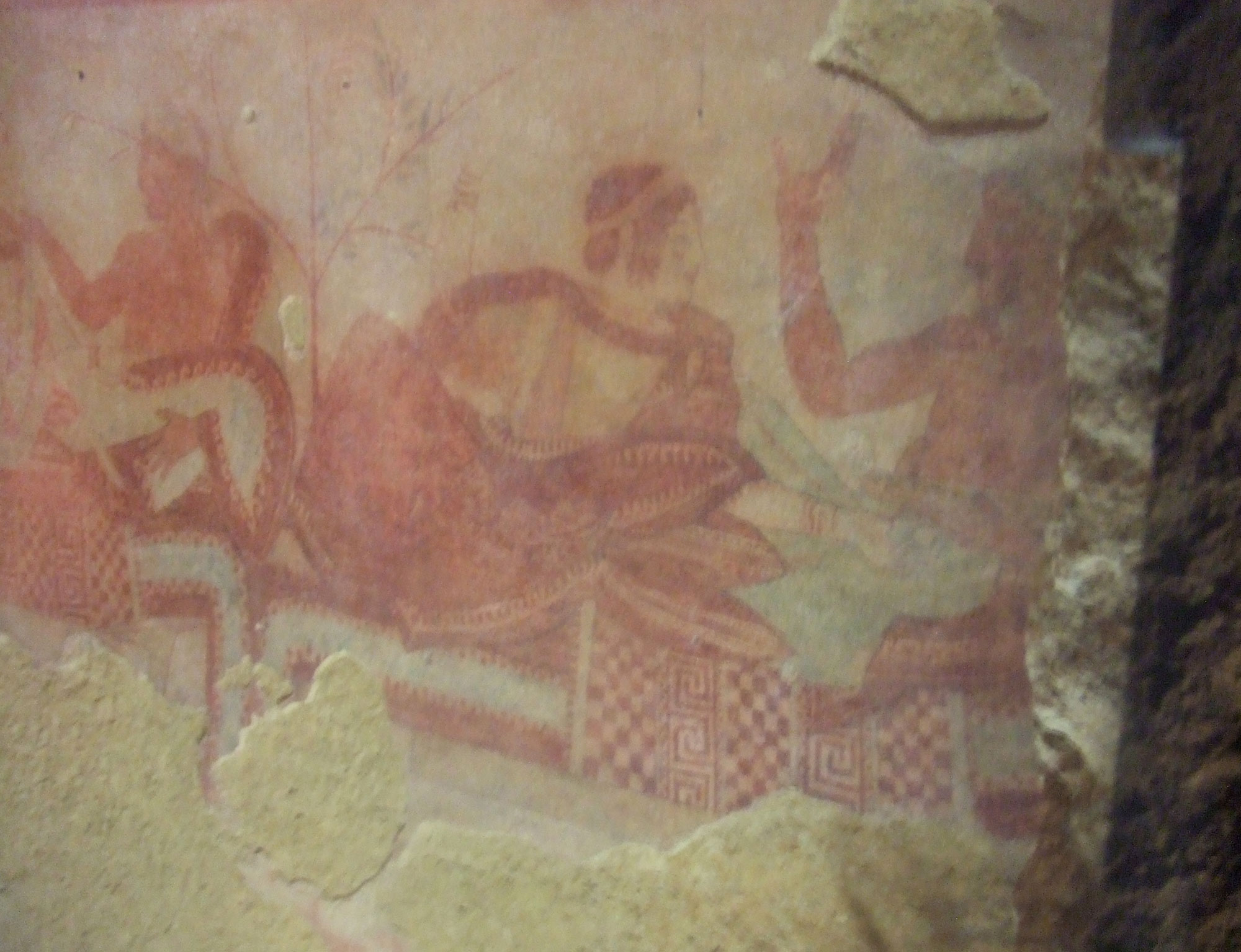
Fresque de la paroi de droite.

La tombe de la Pucelle en italien Tomba della Pulcella est une des tombes étrusques peintes de la nécropole de Monterozzi, proche de la ville de Tarquinia. 

## Description
La tombe a été découverte 1865 et daterait du Ve siècle av. J.-C. Il s'agit d'une tombe à chambre rectangulaire avec une  excavation destinée à un sarcophage dans la paroi du fond. Ses dimensions sont de 3,24 m × 3,17 × 2,43 (h).
Sur les  parois latérales sont figurées des scènes du banquet, à droite un biclinium avec un homme et une femme  en position semisdraiata (allongée, accoudée).